# Virgo advocata
La Virgo advocata è un dipinto a olio su tavola (57x39 cm) attribuito ad Antonello da Messina, databile al 1452 e conservato nei Musei civici di Como (inv. 322).

## Storia
La tavola fu donata al Museo di Como nel 1906 da Giovanni Antonio Galli di Rondineto (1820-1906); nella lista manoscritta delle opere da donare a Como, del 7 giugno 1905, è citata come “Ritratto di monaca, scuola del XV secolo, autore ignoto”, con l'aggiunta di “Acquistata in Spagna” (e non a Napoli, come erroneamente riportato da Mandel). Dell'antica provenienza spagnola fa fede anche il retro, coperto da una preparazione originaria, evidentemente posta lì per evitare che la tavola si imbarcasse o fessurasse, e in parte ricoperta di un altro dipinto, eseguito, pur se alla lontana, nei modi stilistici del Goya. La data dell'acquisto è ignota, ma certo esso deve essere avvenuto prima del 1871, poiché dopo quell'anno Galli non si mosse più dall'Italia.
Comparsa alla mostra postbellica di Como nel 1945, l'opera, riferita a ignoto fiammingo del XV secolo, attirò evidentemente l'attenzione di Stefano Bottari, che la segnalò agli organizzatori della mostra messinese del 1953; il suo interesse deve essersi acceso in special modo dopo la pubblicazione (1950) della Vergine leggente (allora chiamata Santa Eulalia), che lo studioso immediatamente vide in collegamento con questa, “per analogia di cultura” (Vigni, Giovanni Carandente 1953), implicitamente pensando al nome di Antonello. Nondimeno, essa apparve alla mostra messinese come opera di ignoto autore spagnolo.
Roberto Longhi (1953), nel recensire la mostra, sottolineò le caratteristiche di ritratto di questa “monaca di casa”, sulla linea di esperienze figurative già fatte dai pittori del nord Europa, o da Nicolas Froment in Francia, e da Dalmau e Jacomart Baço a Napoli stessa; e, mettendola in relazione con le teste delle clarisse sulla destra, nella pala di Colantonio con San Francesco che consegna la regola, oggi a Capodimonte, indicò che proprio li più forte si avvertiva l'influsso culturale di Jacomart, allora attivo alle porte di Alfonso V d'Aragona. Anche Lauts (1953) vide la tavoletta comasca opera della cerchia di Colantonio; Causa invece (1964) la ritenne “forse di mano di Jacomart”, mentre per la Castelfranchi Vegas (1966) si tratta di un pittore iberico-napoletano; un'opinione seguita da Mandel (L'opera…, 1967). Su queste basi, Bologna (1977), passava decisamente a proporre un'attribuzione ad Antonello stesso, seguita dalla Sricchia Santoro (1981, 1986, 1987), e dalla De Gennaro (1981); mentre, nello stesso 1981, Pier Luigi De Vecchi affermava senza equivoci che si tratta di un pittore di Valencia. Nondimeno, il riferimento ad Antonello giovane, ancora nella bottega di Colantonio, è affascinato dallo stile di Jacomart, veniva riaffermato dalla Navarro (1987, 1989), dalla Santucci (1992) e da Barbera (1998); restano in dubbio tra Napoli e la Spagna la Arbace(1993) e la Thiébaut (1993), mentre la Savettieri (1998) propende per l'ipotesi iberica.
Secondo Mauro Lucco, non vi sono reali differenze di tenuta stilistica rispetto alla Sant'Elena di Jàtiva, alla Vergine proveniente dalla certosa di Valldecrist, oggi a Segorbe. Per Lucco quindi non vi sono elementi tali da impedire di considerare la Vergine di Como una delle opere meglio riuscite prodotte dalla bottega di Jacomart e dalla mano di Reixach, a una data prossima a quella del Retablo de Santa Ana a Jàtiva del 1452.

## Descrizione e stile
La tavola presenta su tre lati l'originale incorniciatura decorativa a punzone, e mostra solo di essere stata lievemente decurtata in basso, senza tuttavia pregiudizio della scritta “Ave Maria gra[tia] plena”.
A causa della scritta in basso, che riporta le parole pronunciate dall'arcangelo Gabriele di fronte a Maria, l'immagine è stata identificata come quella di una Vergine annunciata; in questo tipo iconografico convergono, secondo Natale e Toscano (in Natale 2001b), l'idea dell'Annunciata vera e propria, della Madonna a mezzo busto senza il Bambino, e della “Veronica” della Vergine stessa, un tipo di rappresentazione quest'ultimo, diffuso quasi esclusivamente in Provenza, Catalogna e nella regione Valenzana.
Più di recente, tuttavia, Schmidt e De Vries (2002) hanno indicato come la tarda età della Madonna, le rughe attorno agli occhi impietosamente rappresentate, e lo stesso copricapo tipico delle donne sposate, escludano che si tratti di una vergine annunciata; con riferimento alle antiche icone romane, in particolare a quella di Santa Maria in Aracoeli, avremmo qui di fronte, piuttosto, una Virgo advocata, una Madonna cioè che intercede per la concessione di speciali grazie.
Stilisticamente mostra una stretta relazione iniziale con i modelli fiamminghi, contemperata e riformata poi dalla rivelazione dell'arte di Piero della Francesca.